# フラビオ・ブリアトーレ
フラビオ・ブリアトーレ（Flavio Briatore、1950年4月12日 - ）は、イタリア出身の実業家、マネージングディレクター。ベネトンやファッションブランドでアパレル産業に携わる傍ら、ベネトン・フォーミュラやルノーF1チームなどモータースポーツの管理職を歴任。後年は、F1グループのアンバサダーを務めている。

## 経歴

### 青年期
イタリアのマリチーム・アルプスに近いヴェルツオーロ（ピエモンテ州クーネオ県）の出身であるブリアトーレは、若い頃はスキー教習とレストラン経営に携わっていた。

### ベネトン
1970年代にブリアトーレはイタリア証券市場に関わることになり、その頃にベネトンの創設者であるルチアーノ・ベネトンと出会った。彼らは友人となり、やがてビジネスパートナーとなった。1979年にベネトンがアメリカに最初の5店舗を開店した際、ベネトンはブリアトーレをアメリカ地区の責任者に指名した。
ベネトンは型破りなフランチャイズ手法によって、アメリカの大衆にちょっとしたブームを巻き起こすこととなった。1989年までに、ベネトンはアメリカ内に800店舗を数えるに至った。ブリアトーレはフランチャイズ契約ごとに歩合を受け取ったため、一挙に富豪となった。しかし店舗のオーナーが近隣のベネトン店舗との競合に関して不満を言い始め、やがて店舗数は200にまで減少した。そこでブリアトーレは新たなビジネスを探し始めた。

### F1における経歴

#### ベネトンF1
ブリアトーレはそれ以前にフォーミュラ1 (F1) に対して特に興味は持っていなかったが、1988年10月のオーストラリアグランプリよりこのスポーツに関わることになった。ベネトンはブリアトーレを、自ら所有するF1コンストラクターであるベネトン・フォーミュラのコマーシャル・ディレクターに据えたのだった。翌1989年6月、チームマネージャーのピーター・コリンズがチーム内で発生していたフォード首脳部との内部抗争に敗れ退職すると、ブリアトーレは後任としてマネージング・ディレクターに昇格し、ベネトンを真の競争力のあるチームに変えるべく活動を始めた。
ブリアトーレは1989年夏から秋にかけてチーム強化のため水面下で動き続け、まずは1990年からのドライバーとしてベネトンチーム初の世界チャンピオン経験者招聘となるネルソン・ピケの獲得に成功。さらに、マクラーレンとフェラーリで優勝マシンを手がけ当時のF1界トップの大物マシンデザイナーであったジョン・バーナードを5年契約するなど大型移籍を成立させる。しかし、バーナードが主導した1991年用マシンの戦闘力がウィリアムズ、マクラーレンと争えるレベルではないと分かると、同年6月カナダGP直後に解雇。スポーツカー世界選手権（SWC）でジャガーチームを率いていたトム・ウォーキンショーを招聘しTWRと提携、ロス・ブラウンを加入させるなど素早く次の手を打つ。さらに、ジョーダンでF1デビューしたばかりの若いミハエル・シューマッハを引き抜くという先見の明を見せた。
1992年にはバーナードの後釜として、前年にベネトンからレイナードに移籍していたデザイナーのロリー・バーンとパット・シモンズを呼び戻し、これにウォーキンショーの部下として一緒にベネトンに移ってきたブラウンというマシンデザインチームの陣容は非常に強力なものとなった。シューマッハは1992年、1993年と1勝ずつ勝ち星を重ね、1994年にはついにベネトン初のドライバーズ・チャンピオンをもたらした。

#### リジェとミナルディ
1994年末、ブリアトーレは疲弊したリジェ・チームを買収し、同チームの持っていたルノー・エンジンの権利を取得した。ルノーエンジン以外には興味のなかった彼は、チーム株式の50%をウォーキンショーに売却した（ただし残り半分は引き続き保有しリジェの共同オーナーとなった）。
ブリアトーレは引き続きベネトンの運営も取り仕切り、1995年にはコンストラクター（製造者）部門とドライバー部門（シューマッハ）のダブルタイトルを獲得した。しかし、シューマッハが1996年にフェラーリへ移籍し、ロリー・バーンやロス・ブラウンといった主要エンジニアが後を追うようにフェラーリに移籍すると、チームはグリッド中団へと沈んでいった。
ブリアトーレは1996年にミナルディの所有権の70%を購入したが、それをブリティッシュ・アメリカン・タバコに売却することができなかったため、共同所有者のジャンカルロ・ミナルディとガブリエレ・ルミに売却した。また同年にはリジェの株式もアラン・プロストに売却している。この頃本田博俊らと共同で、無限ホンダエンジンの外販を行う計画もあったが頓挫している（詳細は無限ホンダ・MF301Hを参照）。
ベネトンは1997年にブリアトーレを解雇し、後任にプロドライブのデビッド・リチャーズを採用した。

#### スーパーテックとルノー
1998年に、カスタマー向けルノーV10エンジンの製造を行っていたメカクローム社と販売提携を行い、1999年から2000年にかけて、スーパーテックという名称で同エンジンを販売した。型名にイニシャル"FB"を付けたこのエンジンは、ウィリアムズ、ベネトン、B・A・R、アロウズに供給され、ベネトンは同社のスポーツグッズブランドである「プレイライフ」のバッジネームを付けて使用していた。
2000年にルノーがベネトンチームを買収すると、翌年にブリアトーレは再びマネージング・ディレクターに復帰した。当初はさしたる成績を上げられなかったものの、若きフェルナンド・アロンソを起用した2003年より、戦力が徐々にアップしていった。
そして2005年にルノーをコンストラクター部門とドライバー部門（アロンソ）のダブルタイトル奪取に導いた。チームは2006年も好成績をあげて、2年連続のダブルタイトルに輝くなど黄金時代を築くこととなり、ブリアトーレの手腕は高い評価を受けた。
また、ビジネスセンスを買われて、F1の商業面を管理するバーニー・エクレストンの後継者になるのではないかと噂された。2007年にはエクレストンと共同でイングランド2部リーグのサッカークラブを買収した（後述）。

#### F1界追放と和解
しかし、再びチームが低迷期に入り始めた2009年に、2008年シンガポールグランプリでのネルソン・ピケJr.の故意のクラッシュへの指示に関する疑惑が持ち上がり、FIA世界モータースポーツ評議会の臨時総会において公聴会が行われる予定であった。
しかし、その直前にルノーF1チームからパット・シモンズと共にチームから離脱することが発表され、国際自動車連盟（FIA）より「ドライバーマネージメントを含む今後のF1活動を禁止」する処分が下された。クラッシュ疑惑に関して、FIAの調査の結果とピケ本人の証言もあり「故意」であったことも判明、ブリアトーレへF1への無期限の関与禁止処分が下された。
ブリアトーレとシモンズは世界モータースポーツ評議会 (WMSC) が公正な審議を行わなかったとして、処分取り消しと賠償金を求める訴訟を起こした。2010年1月、パリの大審裁判所はふたりの訴えを認める判決を下した。FIAは上訴の構えをみせたが、同年4月に両者と和解し、F1では2012年末まで、FIA関連の他のレースでも2011年末までは運営への関与を認めないが、それ以降は復帰を認めると発表した。
これら一連の事件は「クラッシュゲート」と呼ばれている（※：ネルソン・ピケJr.#クラッシュゲートも参照）。
謹慎期間中もF1のパドックに「ゲスト」として公然と出入りする姿が目撃されたが、謹慎期間が終わった2013年には別のビジネスに専念しているとして、F1の世界へ戻る意思は無いと明かしたものの、その後もフェルナンド・アロンソのマネージメントを担当するなど、依然としてF1に関わりを続けている。

#### F1界に復帰以降
2022年3月、フォーミュラワン・グループのアンバサダーとして12年ぶりにF1界の現場に復帰。
2024年6月、古巣のルノー・グループに復帰し、傘下であるアルピーヌF1チームのエグゼクティブ・アドバイザーに就任。2025年5月からは、チーム代表も兼任した。

### ドライバーの代理人活動
ブリアトーレは、数多くのドライバーのマネージメントも担当していた。F1では、フェルナンド・アロンソ、マーク・ウェバー、ジャンカルロ・フィジケラ、ヤルノ・トゥルーリ、ヘイキ・コバライネン、ネルソン・ピケ・Jrなどが挙げられる。
マネージメントビジネスに触手を伸ばしたのは1994年頃からで、最初のマネージメントドライバーはヨス・フェルスタッペンであった。これ以降、若い有望なドライバーを多数青田買いしている。契約ドライバーは自身の息のかかるチームに売り込んだり、他チームにレンタルするなどしてシートを用意し、その見返りとして報酬の何割かを取り分とすることで、多額の利益を得ているといわれる。

## F1以外の活動

### GP2
2004年には、F1の商業権を管理するバーニー・エクレストンとリジェの元マネージャーだったブルーノ・ミシェルとともにGP2シリーズを設立。国際F3000選手権に代わるF1直下のカテゴリとして成功させた。その後、ミシェルはGP2およびGP3のオーガナイザーに就任している。

### ファッションブランド
2005年には、ファッションデザイナーのアンジェロ・ガラッソと共同で、「世界最高峰」を標榜する紳士向けファッションブランド「Billionaire Couture」を創設。2006年10月には東京にも支店をオープンした（現在は閉店）。
2011年には上述のファッションブランドをベースに、「Billionaire Life」の名称で富裕層向けのナイトクラブ・リゾート施設などの運営を始めたが、2013年に持分の大半を投資ファンドに売却した（経営への関与自体は続けている）。

### サッカークラブ
2007年11月にイングランドのサッカークラブであるクイーンズ・パーク・レンジャーズFCをバーニー・エクレストンと共に買収した。同年12月にアルセロール・ミッタルCEOのラクシュミー・ミッタルを共同オーナーに迎えたが、引き続き同クラブの会長を務めた。
クラッシュゲート後の2010年2月に会長職を辞任し、その後保有するクラブの株式をエクレストンへ売却した。

## セレブリティ
1990年代の終盤には、ブリアトーレはナオミ・キャンベル、アドリアーナ・ヴォルペ、ハイジ・クラムといったスーパーモデルとの恋愛関係をヨーロッパのタブロイド紙に書きたてられた。クラムは2004年にブリアトーレとの間に1女をもうけた（ただしブリアトーレは父親であることを否定している）。
2008年にモデル/タレントのエリザベッタ・グレゴラチと結婚、2010年に長男が誕生している。